# Дист, Иеронимус ван
Иеронимус ван Дист (Второй) (нидерл. Jeronymus van Diest, Hieronymus, Jeronimus van Diest ; крещён в 1631, Гаага — между 1677 и 1697, Гаага) — голландский живописец-пейзажист, маринист Золотого века голландскoй живописи. Сын и ученик Виллема ван Диста.
О жизни и творчестве художника известно мало, не более, чем о его отце. По сведениям Арнольда Хоубракена, автора знаменитого сборника биографий «Великий театр нидерландских художников и художниц» (De Groote Schouburgh der Nederlantsche Konstschilders en Schilderessen, 1718—1721), некий Иеронимус ван Дист «был хорош» в технике гризайль и был учителем Адриана ван де Веннe. Этот художник, Иеронимус ван Дист (Первый), возможно, был дедушкой младшего Иеронимуса ван Диста (Второго); поскольку они оба из Гааги.
По данным «RKD», этот младший Иеронимус ван Дист (Второй) был отцом художника Адриана ван Диста (1655—1704), также живописца-мариниста и гравёра, который работал в Англии (скончался в Лондоне).
Самая ранняя известная работа Диста Второго датируется 1648 годом, а последняя — 1677 годом. После этого художник как бы исчезает из виду. Его произведения включают рисунки гербов и эмблем, морские пейзажи, речные пейзажи и сцены на побережье. Считается также, что ван Дист был последователем Хендрика Дуббельса и Яна ван Гойена.

## Галерея

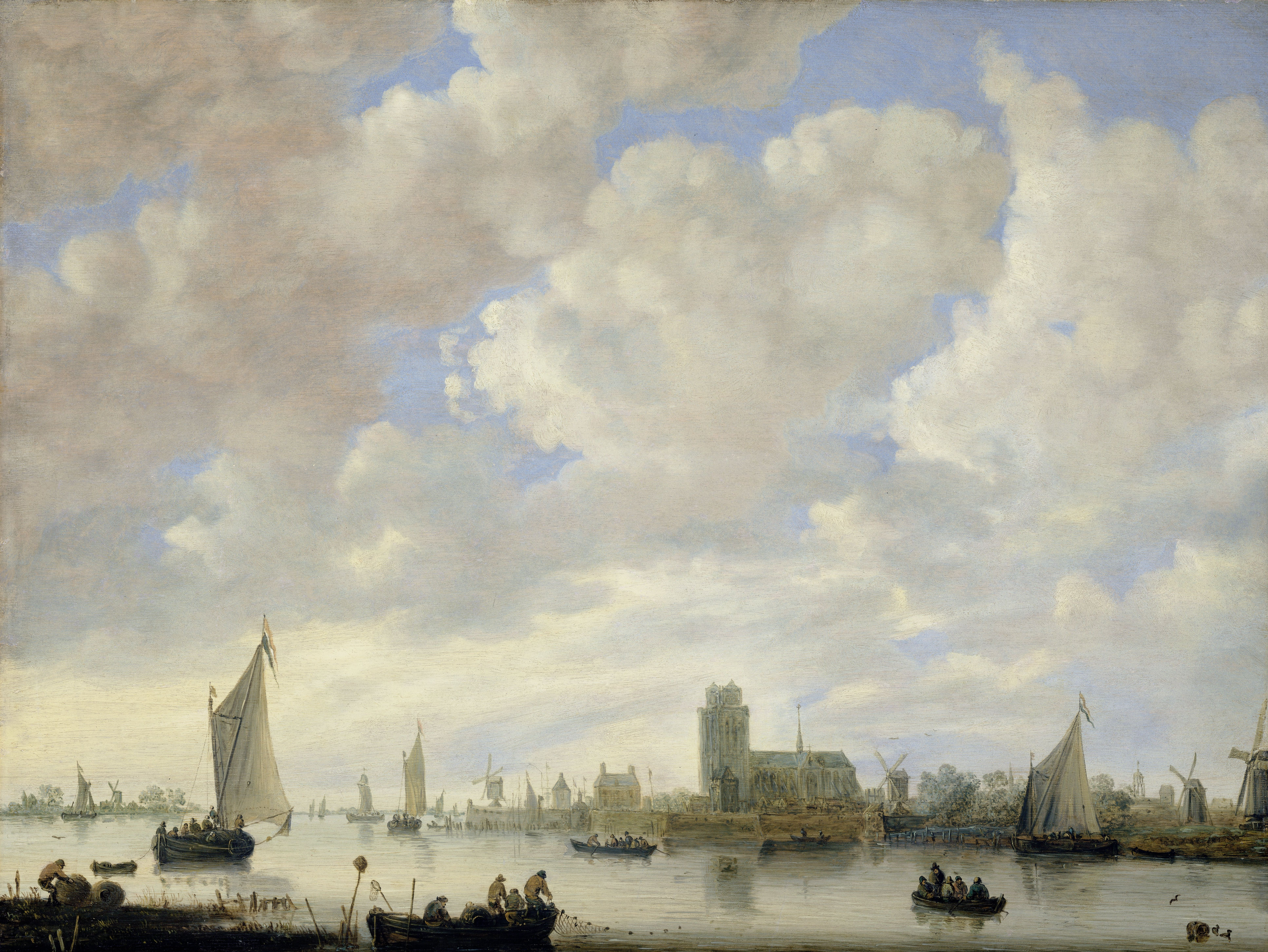
Вид на побережье в Дордрехте. Ок. 1660. Дерево, масло. Рейксмюсеум, Амстердам
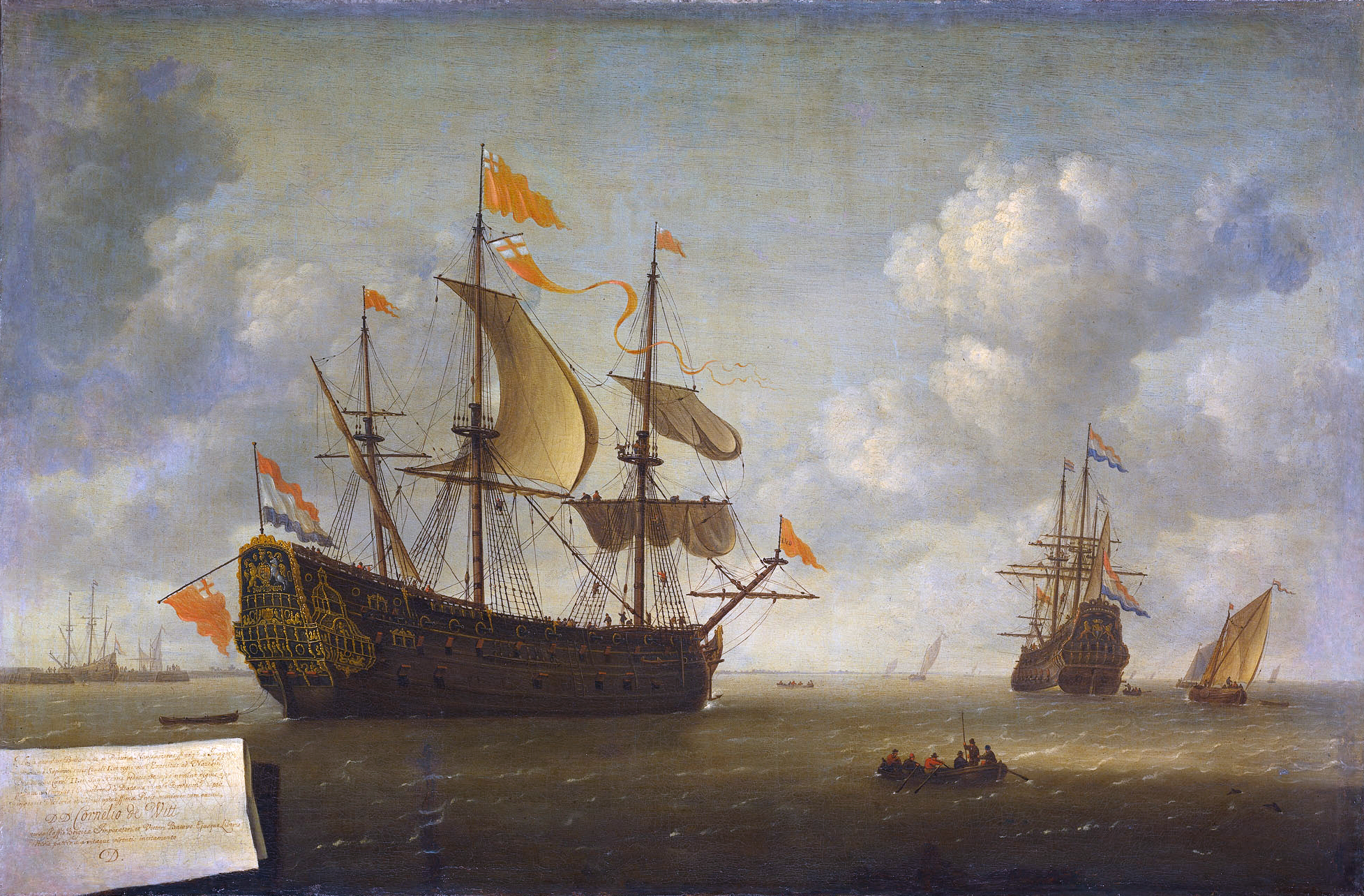
Захват английского адмиральского корабля «Royal Charles». Между 1667 и 1677. Холст, масло. Рейксмюсеум, Амстердам
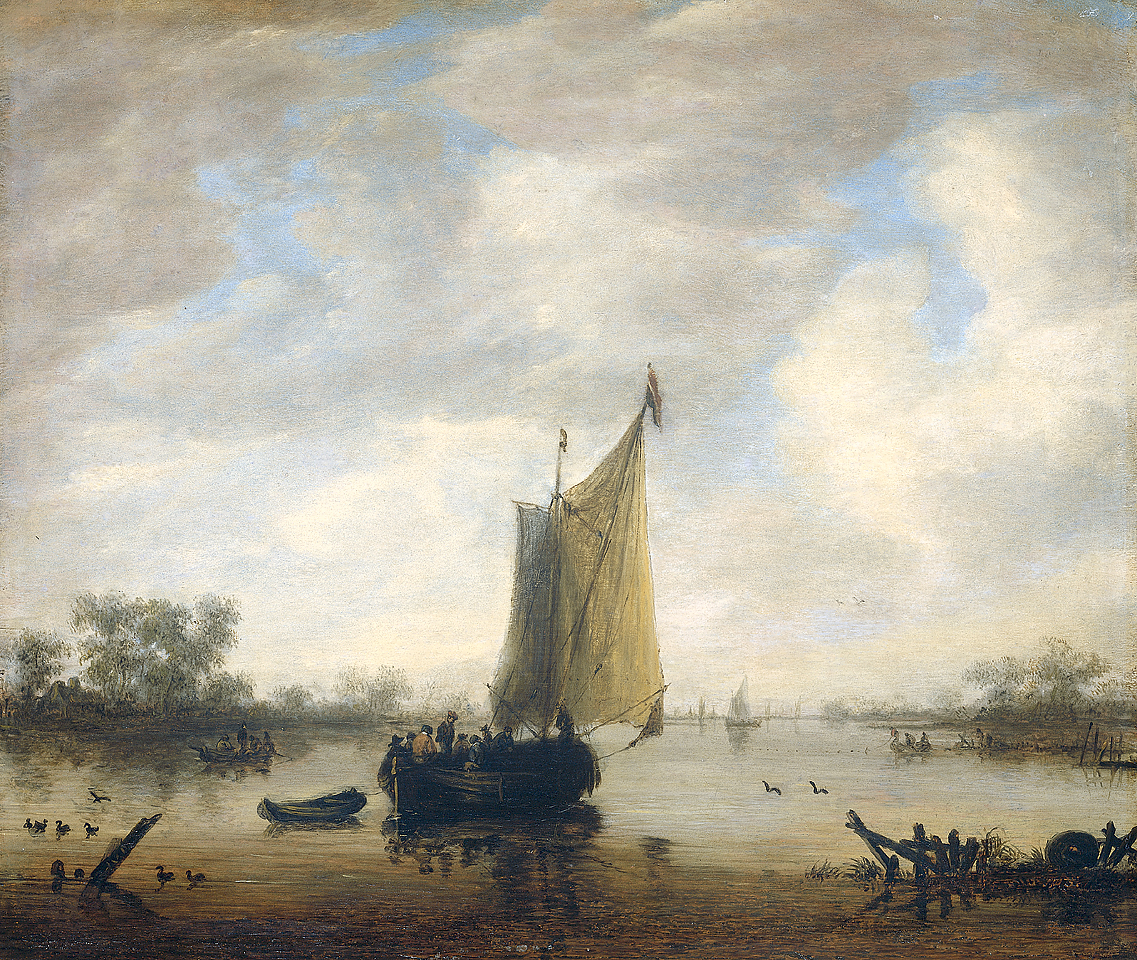
Вид на реку. Между 1650 и 1675. Дерево, масло. Рейксмюсеум, Амстердам
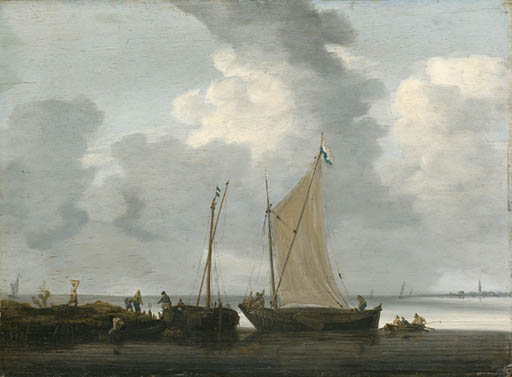
Рыбаки выгружают улов в спокойной воде. Между 1646 и 1677. Дерево, масло. Частное собрание